# Z/Architecture
z/Architecture（ゼットアーキテクチャ、ズィーアーキテクチャ）は、IBMの現在のメインフレームコンピュータ用の64ビットアーキテクチャである。

## 概要
z/Architectureは、当初は単に「ESA Modal Extensions」(ESAME) と呼ばれていた。
IBMは2000年に、最初のz/ArchitectureベースのシステムであるzSeriesモデル900 (z900) を発表した。後にz/Architectureは、z800、z990、z890、さらにSystem z9やSystem z10を含むようになった。
z/Architectureは、前身の32ビットデータ/31ビットアドレッシングのアーキテクチャであるESA/390や、さらに祖先の32ビットデータ/24ビットアドレッシングのSystem/360とも、完全な互換性を維持している。
z/Architectureに基づく最新のマイクロプロセッサはIBM Telumである（2022年4月現在）。

## 詳細
z/Architectureは複数のオペレーティングシステムやアプリケーションを、それらが異なる「アドレッシングモード」を使用していても、同時稼働をサポートする。このため開発者は、アプリケーションやデータ構造の観点から、どのアドレッシングモードが最も有利か、選択できる。
IBMは現在、z/ArchitectureのArchitecture Level Sets (ALS, ARCHLVL) として、ARCHLVL 2とARCHLVL 3の2つを規定している。ALSはIBMのオペレーティングシステムのサポートや、特にALSプラクティスに準拠するIBMや他のベンダーによるソフトウェアなどに参照される。IBMのプラクティスは、IBMのソフトウェア製品が、特定の最低限のALS要件（前提）を満たすことである。それによりそのソフトウェア製品は、最低限のALSを実装した全てのマシン（さらに通常は上位のALSを実装した全てのマシン）で、技術的に互換性がある。ソフトウェアは、ALSでは定義されていない、特定のモデルに存在する新しいあるいは拡張されたCPU命令を使用することもでき、その拡張の利点を得ることもできるが、しかしソフトウェアはALS以外の命令を要求すべきではない（特定のモデル依存となってしまうため）。
IBMは、新しいソフトウェアが新しいまたは拡張された命令が必要と考えた場合に、新しいALSを発表する。IBMの z900、 z800、z990、z890、System z9 EC、System z9 BC はARCHLVL 2で実装されている。System z10 EC、System z10 BC のマシンは、z/Architectureの2番目のALSであるARCHLVL 3で実装されている。IBMはこの新しいALSを、新しいALSを前提とするz/VMバージョン6.1の発表と同時に、2009年7月に発表した。

## オペレーティングシステム
z/Architectureシステムで稼働するオペレーティングシステムには、z/OS、z/VSE、z/VM、z/TPF、そしてz/Architecture版のLinux（Linux on System zやz/Linuxとも呼ばれる）があり、それぞれの特徴と64ビットの設計を持っている。
現在でもz/OSを含む多くのオペレーティングシステムは、アーキテクチャ上の制約よりも、効率と互換性のために、従来の各アドレス空間が2 GiB（31ビットアドレッシング）でデータオブジェクトのみが64ビットのアドレッシングレンジを使用できるという、制約された過去の拡張を維持し続けている。z/OSの仮想記憶の実装は、複数の2 GiBのアドレス空間をサポートするが、2 GiBを超えるレジデントプログラムコードも同時稼働できる。Linux on System zの64ビット版では、コードは64ビットレンジで実行できる。
メジャーなオペレーティングシステム達の中で、z/VSEバージョン4、z/TPFバージョン1、z/VMバージョン5は、それぞれのオペレーティングシステムの直系の後継であり、全てz/Architectureで稼働する。
なおOpenSolaris for System zは、IBMのALSパターンのまれな例外で、System z9またはその上位モデルで稼働する。

## 互換環境
過去にはPlatform Solutions, Inc. (PSI) がz/Architectureと互換性のあるItaniumベースのサーバーを販売していたが、2008年7月にIBMがPSIを買収し、このシステムは現在は提供されていない。
FLEX-ESやHercules emulatorもz/Architectureを実装した。
新しいリリースのVOS3オペレーティングシステムを稼働させる日立製作所のメインフレームは、主に日本で営業・販売され、ESA/390および日立独自のCPU命令を持ち、64ビット命令も含まれている。しかし日立はz/Architectureの影響を受けているが、そのマシンは技術的にはz/Architectureマシンと同一ではない。

## 参照
1. ↑  "IBM Acquires Platform Solutions" (Press release). IBM. 2 July 2008. 2008年9月6日閲覧。